# Les Survivants
Les Survivants és una pel·lícula de thriller dramàtic francès del 2022 escrita i dirigida per Guillaume Renusson en el seu debut com a director de llargmetratge, i protagonitzada per Denis Ménochet, Zar Amir Ebrahimi i Victoire Du Bois. La pel·lícula es va estrenar mundialment en la competició oficial del Festival de Cinema Francòfon d'Angulema el 24 d'agost de 2022. S'ha doblat i subtitulat al català.